# كين سكوت
كين سكوت (بالإنجليزية: Ken Scott)‏ (و. 1970 – م) هو ممثل، وكاتب سيناريو، ومخرج سينمائي، وممثل أفلام كوميدي، كندي، ولد في كيبك.(من مواليد 1970 في دالهاوسي، نيو برونزويك، كندا). اشتهر بأنه عضو في المجموعة الكوميدية Les Bizarroïdes مع مارتن بيتي وستيفان إي روي وغاي ليفيسك، وهو الذي كتب سيناريو الفيلم «إغواء دكتور لويس» (Seducing Doctor Lewis)، و«كتاب الانتقام الصغير»، أو «دليل الانتقام الصغير» (Guide de la petite vengeance)، وستاربوك، وكذلك المسلسل التلفزيوني Le Plateau.
حصل سكوت على شهادة في التصوير السينمائي من جامعة كيبك في مونتريال عام 1991. كان أوَّل عمل له على نطاق واسع عبارة عن سلسلة من الإعلانات التجارية للجبن صنعت بين عامي 1995 و 1998. في عام 2000، لعب الدور المسرحي للسيد بيرسون في مسرحية Propagande، من تأليف ستيفان إي روي. في عام 2002، كتب حلقات للمسلسل التلفزيوني Le Plateau، ولعب فيه دور فرانسوا شامبرلاند. في عام 2008، أنتج سكوت فيلمه الطويل الأوَّل «أصابع لزجة» (Sticky Fingers)، وهو من كتب سيناريو هذا الفيلم. أُعلن أنه سيقوم بإخراج الفيلم المأخوذ عن رواية ستيفن كينج من بويك 8 (From a Buick 8).

## التعليم
تعلم في جامعة كيبيك في مونتريال.

## جوائز
حصل سكوت على جائزة الجمهور في مهرجان صندانس السينمائي لعام 2004 عن فيلم «إغواء الدكتور لويس». تم ترشيحه لجائزة Prix Jutra لصناعة الأفلام في كيبيك وجائزة Genie Awards الوطنية أربع مرات لكل منهما؛ في كلا المهرجانين، نال سكوت جائزة عام 2012 عن المسلسل التلفزيوني «لا بيتيت»، وكأفضل سيناريو أصلي عن «ستاربوك».

## وصلات خارجية
- كين سكوت على موقع IMDb (الإنجليزية)
- كين سكوت على موقع ألو سيني (الفرنسية)
- كين سكوت على موقع أول موفي (الإنجليزية)
- كين سكوت على موقع بوكس أوفيس موجو (الإنجليزية)
- كين سكوت على موقع قاعدة بيانات الأفلام السويدية (السويدية)
- كين سكوت على موقع قاعدة بيانات الفيلم (الإنجليزية)
- كين سكوت على موقع كينوبويسك (الروسية)
- كين سكوت على موقع كينوبويسك (الروسية)